# Dániel-játék
A Dániel-játék vagy Ludus Danielis egyike a két középkori latin liturgikus drámának, amelyek a bibliai Dániel könyvét veszik alapul.
Két középkori Dániel-játék maradt fenn. Az első egyike a Fleury Playbook, egy 13. századi, 10 liturgikus drámát tartalmazó kézirat, drámáinak. A szöveget Hilarius írta, és nem tartalmaz zenei kíséretet. Maga a darab 1140 körül keletkezett. A második egy 13. századi dráma, amit egyszólamú zene kísér; a szöveget a Beauvaui Katedrális (Észak-Franciaország) diákjai írták 1227 és 1234 között. A szöveg nagy része inkább költői, mint liturgikus, szorosan követi Dániel bibliai történetét.
Az utóbbi darabot az Amerikai Egyesült Államokban Noah Greenberg, a New York Pro Musica igazgatója, élesztette fel az 1950-es években. Néhány előadásban egy W. H. Auden által angolul írt és előadott szövegkönyv-magyarázatot is felhasználtak. Szintén fontos mozzanat a darab életében, hogy 1985-ben ez volt a Boston Camerata egyik produkciója. 2008-ban a The Dufay Collective és William Lyons kiadták a Dániel-játék nevű CD-jüket. 2014-ben a Boston Camerata ismét előadta Bostonban a Dániel-játék egy új változatát. Dánielt a tenor Weatherston Pitts alakította.

## Szereplők
- Belshazzar hercege
- Belshazzar
- Két bölcs ember
- Három irigy tanácsos
- Habakukk
- Belshazzar királynője
- Dániel
- Darius, a méd
- Két tanácsadó
- Egy angyal
- Angyali hírnök
- Satrapák és katonák